# Benedikt av Aniane
Benedikt av Aniane (egentligen Witiza), född omkring 750 i Languedoc av förnäma föräldrar, död 821, var en fransk munk, känd som benediktinordens reformator. 
Benedikt tillbragte sin ungdom vid det frankiska hovet, men övergav vid 24 års ålder hovlivets bullrande nöjen för att underkasta sig munklivets försakelser. Kraftfull, beslutsam och ytterligt sträng i uppfyllandet av alla det ursprungliga klosterlivets fordringar, ägnade han hela sin återstående levnad åt en reformation av klosterväsendet i mera strängt asketisk anda. Den gamla benediktinregeln tjänade honom som mönster. Munkarnas förvärldsligade levnadssätt skulle vika för ett uteslutande åt botövningar och praktiska sysselsättningar ägnat liv. På samma gång ville han också införa större enhet och sammanhållning mellan de särskilda klostren, vilka dittills bildat egna samhällen var för sig. 
Benedikt lyckades under sin livstid verkligen genomföra dessa grundsatser, och det i ett ganska vidsträckt omfång. Med Ludvig den frommes medgivande hade han snart alla de frankiska klostren under sin omedelbara uppsikt. På riksdagen i Aachen 817 upphöjdes hans anordningar till gällande lag för hela det frankiska riket - en reaktion mot de kulturuppgifter, som Karl den store sökt införliva med klosterarbetet. 
Snart nog efter hans död gick dock frukterna av hans verksamhet förlorade. Benedikts lärjunge Ardo Smaragdus har författat hans levernesbeskrivning, utgiven av Mabillon i Acta sanctorum ordinis sancti Benedicti, IV.